# Liste des ministres de la Justice sociale d'Écosse
 (octobre 2024).
Si vous disposez d'ouvrages ou d'articles de référence ou si vous connaissez des sites web de qualité traitant du thème abordé ici, merci de compléter l'article en donnant les références utiles à sa vérifiabilité et en les liant à la section « Notes et références ».
Cet article contient la liste des ministres de la Justice sociale d'Écosse.

## Liste des ministres
| Nom                                                                         | Nom                            | Gouvernement                   | Début du mandat                | Fin du mandat                  |
| Ministre de la Justice sociale                                              | Ministre de la Justice sociale | Ministre de la Justice sociale | Ministre de la Justice sociale | Ministre de la Justice sociale |
| --------------------------------------------------------------------------- | ------------------------------ | ------------------------------ | ------------------------------ | ------------------------------ |
|                                                                             | Jackie Baillie                 | McLeish                        | 27 octobre 2000                | 22 novembre 2001               |
|                                                                             | Iain Gray                      | McConnell I                    | 22 novembre 2001               | 4 mai 2002                     |
|                                                                             | Margaret Curran                | McConnell I                    | 4 mai 2002                     | 27 mars 2003                   |
|                                                                             | Poste supprimé                 | McConnell II, Salmond I et II  | 27 mars 2003                   | 19 novembre 2014               |
| Ministre de la Justice sociale, des Communautés et des Droits des retraités |                                |                                |                                |                                |
|                                                                             | Alex Neil                      | Sturgeon I                     | 19 novembre 2014               | 18 mai 2016                    |